# فرقة الملائكة (فلم 1957)
فرقة الملائكة (بالإنجليزية: Band of Angels) فيلم دراما رومانسي أمريكي تم إنتاجه عام 1957، من بطولة كلارك غيبل، إيفون دي كارلو.

## روابط خارجية
- مقالات تستعمل روابط فنية بلا صلة مع ويكي بيانات